# جویس اتریش
جویس اتریش (به آلمانی: Jois) یک شهر بازاری و شهرستان اتریش در اتریش است که در Neusiedl am See District واقع شده‌است.

## خصوصیات
جویس اتریش  ۱٬۳۵۹ نفر جمعیت دارد.